# Mimoxylotoles norfolkensis
Mimoxylotoles norfolkensis är en skalbaggsart som beskrevs av Stefan von Breuning 1962. Mimoxylotoles norfolkensis ingår i släktet Mimoxylotoles och familjen långhorningar. Inga underarter finns listade i Catalogue of Life.